# Nierlet-les-Bois
Nierlet-les-Bois (Nyarlè  en patois fribourgeois) est une localité et une ancienne commune suisse du canton de Fribourg, située dans le district de la Sarine.

## Histoire
Au Moyen Âge, le village de Nierlet-les-Bois faisait partie de la seigneurie de Montagny, puis fut rattaché aux Anciennes Terres (bannière de la Neuveville) entre 1442 et 1485, au district de Payerne en 1798, à ceux de Montagny en 1803, de Fribourg en 1817 et de la Sarine en 1848. De la céramique protohistorique, et des maçonneries d'époque romaine ont été retrouvés dans l'ancienne commune. Nierlet-les-Bois releva de la paroisse de Prez-vers-Noréaz jusqu'en 1879, puis de Ponthaux. Le village est resté agricole (élevage, cultures céréalières et fourragères).
Depuis 1981, Nierlet-les-Bois fait partie de la commune de Ponthaux avec qui elle a fusionné.

## Patrimoine bâti
La chapelle Saint-Gorgon, bâtie en 1599 (propriété, avec le château brûlé en 1870, de la famille de Gottrau) fut remplacée en 1877 par un nouveau sanctuaire.

## Toponymie
1171 : Nuarlez

## Démographie
Nierlet-les-Bois comptait 47 habitants en 1811, 75 en 1850, 121 en 1900, 130 en 1950, 94 en 1970 et 111 en 1980.